# Cuenca hidrográfica del Duero

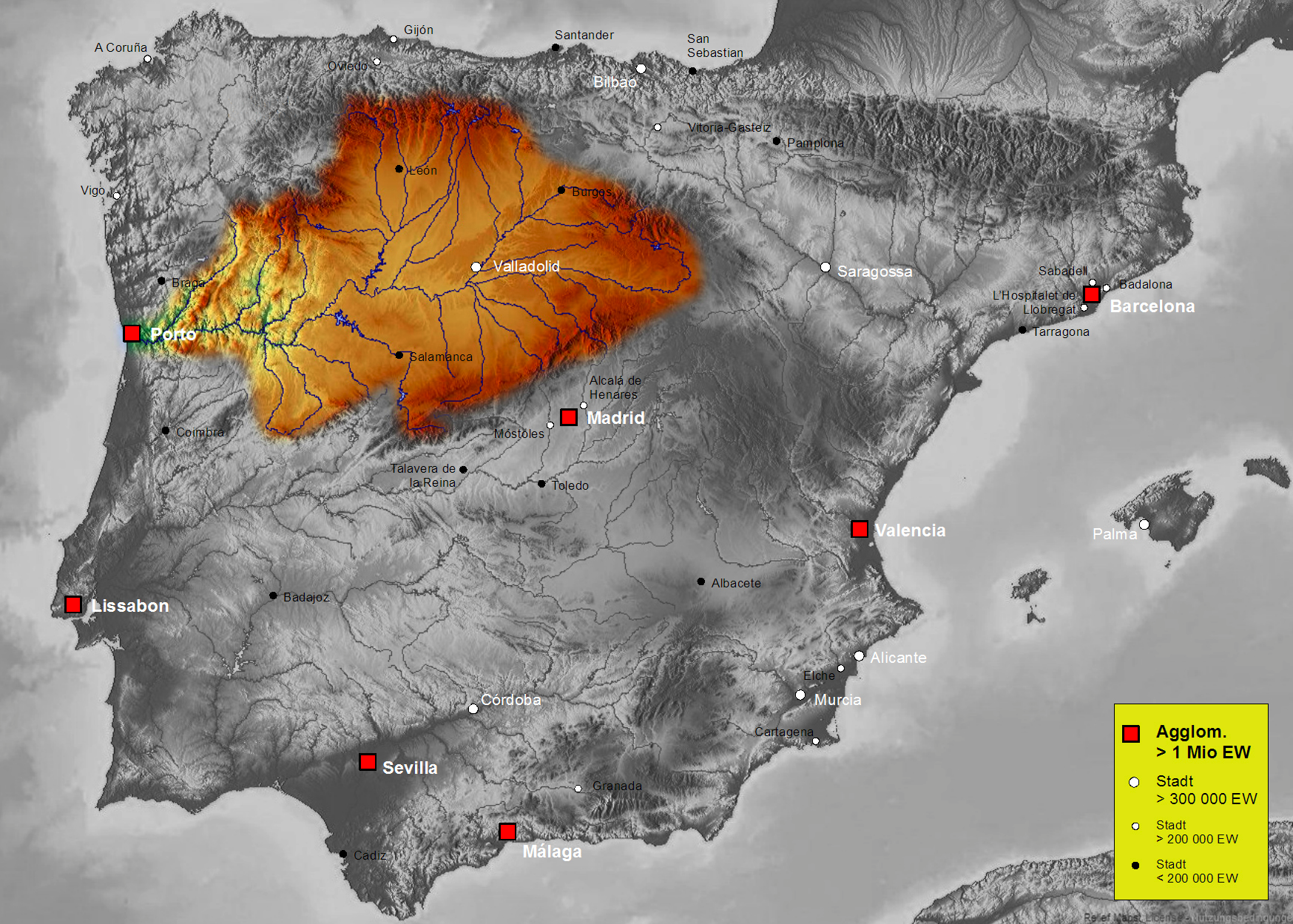
Mapa del territorio de la cuenca del Duero.

La cuenca hidrográfica del Duero es la cuenca hidrográfica del río homónimo que discurre por el noroeste de la península ibérica y desemboca en Oporto. Tiene una superficie de unos 97 290 km², de los cuales el 81 % corresponde al territorio español y el 19 % al territorio portugués. Es la cuenca de mayor superficie de la península ibérica.

Aparece envuelta por una elevada orla montañosa que circunda una meseta de llanuras escalonada (páramos, mesas, campiñas). Los derrames del sistema Central siguen trazados paralelos (Riaza, Duratón, Cega, Eresma-Adaja, Zapardiel, Tormes, Águeda, etc) mientras que en los afluentes de la cordillera Cantábrica predomina la disposición dendrítica hacia el Pisuerga (15 828 km²) y el Esla (16 081 km²). Dichas cordilleras periféricas (apenas el 10 % de la superficie) casi aportan el 90 % de los recursos fluviales, porque, no en vano, una amplia zona central de la Meseta apenas registra unos 400 mm/año, mientras que las cabeceras de la margen derecha superan los 1000 mm/año.

La Meseta Norte se corresponde con la cuenca del alto Duero.

De otra parte, los acuíferos -singularmente las calizas de la Ibérica, del terciario detrítico, las calizas pontienses de los páramos y el cuaternario de los arenales- aseguran caudales de base al Duero alto y medio y sus afluentes (Arlanzón, Arlanza, Riaza y Duratón) durante las sequías climáticas. La sobreexplotación de acuíferos y la contaminación pueden hacer peligrar la preservación de humedales o invalidar el uso de las aguas subterráneas.

## Perfil longitudinal
El perfil longitudinal del Duero es abrupto entre la cabecera en los Picos de Urbión y Soria. Allí comienza el tramo meseteño de escasa pendiente y sobre terrenos terciarios, por el ancho cauce y riberas adyacentes. Aguas abajo de Zamora, el Duero se encaja en un abrupto congosto, los Arribes, por donde el río abandona la Meseta, perdiendo bruscamente altura hasta llegar a las bajas tierra portuguesas. En los Arribes se localiza el complejo hidroeléctrico integrado por los embalses de Ricobayo, Villalcampo, Castro, Almendra, y los fronterizos de Saucelle, Aldeadávila, Bemposta, Miranda y Picote. Otras presas regulan las cabeceras de los afluentes, especialmnente las septentrionales. Aparte del Tormes (embalse de Santa Teresa) y el Adaja (embalse de Castro de las Cogotas), los principales embalses se localizan en el Esla (Ricobayo y Riaño) y sus tributarios (Barrios de Luna en el Órbigo, Porma) y en el Pisuerga (Aguilar).
La mayor parte del territorio español corresponde a la comunidad autónoma de Castilla y León (77 626 km², el 98,32 %) ya que el resto se distribuye entre las comunidades de Galicia (1126 km², el 1,43 %, en la provincia de Orense), Cantabria (88 km², el 0,11 %), Castilla-La Mancha (45 km², el 0,06 %, en la provincia de Guadalajara), Extremadura (35 km², el 0,04 %, en la provincia de Cáceres), La Rioja (19 km², el 0,02 %) y Madrid (13 km², el 0,02 %).
La gestión de esta cuenca en territorio español compete a la Confederación Hidrográfica del Duero.

## Ríos de la Cuenca (Por completar)
| Río                                                         | Río                        | Río                        | Río                                   | Longitud                                            | Desembocadura                                                                   | Provincias                   |
| ----------------------------------------------------------- | -------------------------- | -------------------------- | ------------------------------------- | --------------------------------------------------- | ------------------------------------------------------------------------------- | ---------------------------- |
| Duero                                                       |                            |                            |                                       |                                                     |                                                                                 |                              |
| SUBSISTEMA ALTO DUERO                                       | Ebrillos                   | Ebrillos                   | Ebrillos                              | 60,00 km                                            | Embalse de Cuerda del Pozo (Río Duero)                                          | Soria                        |
| SUBSISTEMA ALTO DUERO                                       |                            | Río Vadillo                | Río Vadillo                           | 10,784 km                                           | M.D del río Ebrillos                                                            | Soria                        |
| SUBSISTEMA ALTO DUERO                                       | Río Remonicio              | Río Remonicio              | Río Remonicio                         | 9,39 km                                             | Vinuesa (Soria)                                                                 | Soria                        |
| SUBSISTEMA ALTO DUERO                                       | Río Revinuesa              | Río Revinuesa              | Río Revinuesa                         | 21,41 km                                            | Vinuesa (Soria)                                                                 | Soria                        |
| SUBSISTEMA ALTO DUERO                                       | Río Pedrajas               | Río Pedrajas               | Río Pedrajas                          | 15,55 km                                            | M.D del río Duero en Soria                                                      | Soria                        |
| SUBSISTEMA ALTO DUERO                                       | Río Tera (Soria)           | Río Tera (Soria)           | Río Tera (Soria)                      | 27,21 km                                            | M.I del río Duero en el T.M de Garray                                           | Soria                        |
| SUBSISTEMA ALTO DUERO                                       |                            | Río Razón                  | Río Razón                             | 33,22 km                                            | M.D. del río Tera en el T.M de la Almarza                                       | Soria                        |
| SUBSISTEMA ALTO DUERO                                       |                            | Río Razoncillo             | 11,82 km                              | Río Razón en Valdeavellano de Tera                  | Soria                                                                           |                              |
| SUBSISTEMA ALTO DUERO                                       | Río Zarranzano             | Río Zarranzano             | 14,38 km                              | M.I. del río Tera en T.M de la Almarza              | Soria                                                                           |                              |
| SUBSISTEMA ALTO DUERO                                       | Río Merdancho              | Río Merdancho              | Río Merdancho                         | 25,15 km                                            | M.I. del río Duero en el T.M de Garray                                          | Soria                        |
| SUBSISTEMA ALTO DUERO                                       |                            |                            | Río Moñigón                           | 13,7 km                                             | Río Merdancho en Renieblas                                                      | Soria                        |
| SUBSISTEMA ALTO DUERO                                       | Río Golmayo                | Río Golmayo                | Río Golmayo                           | 11,52 km                                            | M.D. del río Duero en Soria                                                     | Soria                        |
| SUBSISTEMA ALTO DUERO                                       | Río Madre                  | Río Madre                  | Río Madre                             | 7,70 km                                             | M.I. del río Duero en el T.M de los Rábanos                                     | Soria                        |
| SUBSISTEMA ALTO DUERO                                       | Río Rituerto               | Río Rituerto               | Río Rituerto                          | 46,19 Km                                            | M.I. del río Duero en el T.M del Cubo de la Solana                              | Soria                        |
| SUBSISTEMA ALTO DUERO                                       |                            | Río Araviana               | Río Araviana                          | 35,27 km                                            | M.I del río Rituerto en el T.M de Almenar de Soria                              | Soria                        |
| SUBSISTEMA ALTO DUERO                                       | Río Mazos                  | Río Mazos                  | Río Mazos                             | 27,54 km                                            | M.D. del río Duero en el T.M de Borjabad                                        | Soria                        |
| SUBSISTEMA ALTO DUERO                                       | Río Morón                  | Río Morón                  | Río Morón                             | 17,46 km                                            | M.I. del río Duero en el T.M. de Almazán                                        | Soria                        |
| SUBSISTEMA ALTO DUERO                                       | Río Izana                  | Río Izana                  | Río Izana                             | 40,91 km                                            | M.D. del río Duero en Matamala de Almazán                                       | Soria                        |
| SUBSISTEMA ALTO DUERO                                       | Río Fuentepinilla o Erices | Río Fuentepinilla o Erices | Río Fuentepinilla o Erices            | 22,55 km                                            | M.D. del río Duero en Berlanga de Duero                                         | Soria                        |
| SUBSISTEMA ALTO DUERO                                       | Río Escalote               | Río Escalote               | Río Escalote                          | 45,79 km                                            | M.I. del río Duero en Berlanga de Duero                                         | Soria                        |
| SUBSISTEMA ALTO DUERO                                       |                            | Río Torete                 | Río Torete                            | 52,69 km                                            | M.D. del río Escalote en Caltojar                                               | Soria                        |
| SUBSISTEMA ALTO DUERO                                       | Río Talegones              | Río Talegones              | Río Talegones                         | 33,00 km                                            | M.I. del río Duero en Berlanga de Duero                                         | Soria                        |
| SUBSISTEMA ALTO DUERO                                       | Río Caracena               | Río Caracena               | Río Caracena                          | 37,01 km                                            | M.I. del río Duero en el T.M. del Burgo de Osma                                 | Soria                        |
| SUBSISTEMA ALTO DUERO                                       |                            | Río Tielmes o Manzanares   | Río Tielmes o Manzanares              | 20,6 km                                             | M.D del río Caracena en Fresno de Caracena                                      | Soria                        |
| SUBSISTEMA ALTO DUERO                                       | Río Ucero                  | Río Ucero                  | Río Ucero                             | 30,6 km                                             | M.D. del río Duero en el T.M. del Burgo de Osma                                 | Soria                        |
| SUBSISTEMA ALTO DUERO                                       |                            | Río Lobos                  | Río Lobos                             | 45,67 km                                            | Confluencia con el río Chico (Ucero)                                            | Burgos, Soria                |
| SUBSISTEMA ALTO DUERO                                       |                            | Río Rabanera               | 5,77 km                               | M.I. del río Lobos en Rabanera del Pinar            | Burgos                                                                          |                              |
| SUBSISTEMA ALTO DUERO                                       |                            | Río Mayuelo                | 7,36 km                               | M.I. del río Lobos en Hontoria del Pinar            | Burgos                                                                          |                              |
| SUBSISTEMA ALTO DUERO                                       |                            | Río de Beceda              | 11,306 km                             | M.I. del río Lobos en Hontoria del Pinar            | Burgos                                                                          |                              |
| SUBSISTEMA ALTO DUERO                                       |                            | Río Láprima                | 7,13 km                               | M.I del río Lobos en Hontoria del Pinar             | Burgos                                                                          |                              |
| SUBSISTEMA ALTO DUERO                                       |                            | Río Navaleno               | 15,21 km                              | M.I del río Lobos en San Leonardo de Yague          | Soria                                                                           |                              |
| SUBSISTEMA ALTO DUERO                                       | Río Chico                  | Río Chico                  | 17,44 km                              | Confluencia con el río Lobos (Ucero)                | Soria                                                                           |                              |
| SUBSISTEMA ALTO DUERO                                       | Río Abión                  | Río Abión                  | 36,89 km                              | M.I. del río Ucero en el Burgo de Osma              | Soria                                                                           |                              |
| SUBSISTEMA ALTO DUERO                                       |                            | Río de Muriel Viejo        | 14,57 km                              | Río Abión en el T.M de Blacos                       | Soria                                                                           |                              |
| SUBSISTEMA ALTO DUERO                                       |                            | Río Milanos                | 18,95 km                              | Río Abión en el T.M de Torreblacos                  | Soria                                                                           |                              |
| SUBSISTEMA ALTO DUERO                                       | Río Sequillo (Soria)       | Río Sequillo (Soria)       | 40,35 km                              | Río Ucero en el Burgo de Osma                       | Soria                                                                           |                              |
| SUBSISTEMA ALTO DUERO                                       | Río Pedro                  | Río Pedro                  | Río Pedro                             | 46,39 km                                            | M.I. del río Duero en San Esteban de Gormaz                                     | Soria                        |
| SUBSISTEMA ALTO DUERO                                       | Río Rejas                  | Río Rejas                  | Río Rejas                             | 21,0 km                                             | M.D. del río Duero en San Esteban de Gormaz                                     | Soria                        |
| SUBSISTEMA ALTO DUERO                                       | Río Arandilla              | Río Arandilla              | Río Arandilla                         | 51,11 km                                            | M.D. del Río Duero en Aranda de Duero                                           | Burgos                       |
| SUBSISTEMA ALTO DUERO                                       |                            | Río Dor                    | Río Dor                               | 9,01 km                                             | M.I. del río Arandilla en el T.M. de Huerta del Rey                             | Burgos                       |
| SUBSISTEMA ALTO DUERO                                       | Río Espeja                 | Río Espeja                 | 15,5 km                               | M.I. del río Arandilla en el T.M. de Huerta del Rey | Soria y Burgos                                                                  |                              |
| SUBSISTEMA ALTO DUERO                                       |                            | Río Buezo                  | 10,05 km                              | Río Espeja en Espeja de San Marcelino               | Soria                                                                           |                              |
| SUBSISTEMA ALTO DUERO                                       | Río Pilde                  | Río Pilde                  | 33,8 km                               | Río Arandilla en el T.M. de Peñaranda de Duero      | Burgos                                                                          |                              |
| SUBSISTEMA ALTO DUERO                                       |                            | Río Perales                | 25,38 km                              | M.I. del río Pilde en el T.M. de Brazacorta         | Burgos                                                                          |                              |
| SUBSISTEMA ALTO DUERO                                       | Río Aranzuelo              | Río Aranzuelo              | 33,86 km                              | M.D. del Río Arandilla en Quemada                   | Burgos                                                                          |                              |
| SUBSISTEMA ALTO DUERO                                       | Río Bañuelos               | Río Bañuelos               | Río Bañuelos                          | 38,87 km                                            | M.D. del Río Duero en Aranda de Duero                                           | Burgos                       |
| SUBSISTEMA ALTO DUERO                                       | Río Gromejón               | Río Gromejón               | Río Gromejón                          | 44,76 km                                            | M.D. del río Duero en Roa                                                       | Burgos                       |
| Subsistema RIAZA-DURATÓN                                    | Río Riaza                  | Río Riaza                  | Río Riaza                             | 104 km                                              | M.D. del río Duero en Roa                                                       | Burgos                       |
| Subsistema RIAZA-DURATÓN                                    |                            | Río Aguisejo               | Río Aguisejo                          | 25 km                                               | M.D. del río Riaza en Languilla                                                 | Segovia                      |
| Subsistema RIAZA-DURATÓN                                    |                            | Río Cobos                  |                                       | M.D. del río Aguisejo                               |                                                                                 |                              |
| Subsistema RIAZA-DURATÓN                                    | Río Villacortilla          |                            | M.D. del río Aguisejo                 |                                                     |                                                                                 |                              |
| Subsistema RIAZA-DURATÓN                                    | Río Riaguas                | Río Riaguas                |                                       | M.D. del río Riaza en Alconadilla                   | Segovia                                                                         |                              |
| Subsistema RIAZA-DURATÓN                                    | Río Duratón                | Río Duratón                | Río Duratón                           | 106 km                                              | M.D. del río Duero en Peñafiel                                                  | Madrid, Segovia, Valladolid  |
| Subsistema RIAZA-DURATÓN                                    |                            | Río Cerezuelo              | Río Cerezuelo                         |                                                     | M.D. del río Duratón                                                            |                              |
| Subsistema RIAZA-DURATÓN                                    |                            | Río de la Garganta         |                                       | M.D. del río Cerezuelo                              |                                                                                 |                              |
| Subsistema RIAZA-DURATÓN                                    | Río Serrano                | Río Serrano                | 30 km                                 | M.D. del río Duratón                                | Segovia                                                                         |                              |
| Subsistema RIAZA-DURATÓN                                    | Río Caslilla               | Río Caslilla               |                                       | M.D. del río Duratón en Sepúlveda                   | Segovia                                                                         |                              |
| Subsistema RIAZA-DURATÓN                                    | Río de la Hoz              | Río de la Hoz              | 33,90 km                              | M.D. del río Duratón en Sepúlveda                   | Segovia                                                                         |                              |
| Subsistema RIAZA-DURATÓN                                    | Río San Juan               | Río San Juan               |                                       | M.D. del río Duratón                                | Segovia                                                                         |                              |
| Subsistema RIAZA-DURATÓN                                    | Río Sacramenia             | Río Sacramenia             |                                       | M.D. del río Duratón                                |                                                                                 |                              |
| Subsistema CEGA-ADAJA                                       | Río Cega                   | Río Cega                   | Río Cega                              | 149,07 km                                           | M.D. del río Duero                                                              | Segovia, Valladolid          |
| Subsistema CEGA-ADAJA                                       |                            | Río Cerquilla              | Río Cerquilla                         | 30 km                                               | M.D. del río Cega                                                               | Segovia                      |
| Subsistema CEGA-ADAJA                                       | Río Pirón                  | Río Pirón                  | 102 km                                | M.D. del río Cega                                   | Segovia, Valladolid                                                             |                              |
| Subsistema CEGA-ADAJA                                       |                            | Río Malucas                | 45,6 km                               | M.D. del río Pirón                                  | Segovia                                                                         |                              |
| Subsistema CEGA-ADAJA                                       | Río Adaja                  | Río Adaja                  | Río Adaja                             | 163,5 km                                            | M.D. del río Duero en Aniago                                                    | Ávila, Segovia, Valladolid   |
| Subsistema CEGA-ADAJA                                       |                            | Río Eresma                 | Río Eresma                            | 134,14 km                                           | M.D. del río Adaja en Matapozuelos                                              | Segovia, Valladolid          |
| Subsistema CEGA-ADAJA                                       |                            | Río Arevalillo             | Río Arevalillo                        | 46,57 km                                            | M.I. del río Adaja en Arévalo                                                   | Ávila                        |
| Subsistema CEGA-ADAJA                                       |                            |                            | Río Merdero                           | 10,6 km                                             | M.I. del río Arevalillo en Papatrigo                                            | Ávila                        |
| Subsistema CEGA-ADAJA                                       | Río de Las Berlanas        | 27,66 km                   | M.D. del rio Arevalillo en el Bohodón | Ávila                                               |                                                                                 |                              |
| Subsistema CEGA-ADAJA                                       | Río Espinarejo             | 29,01 km                   | M.D del río Arevalillo en Papatrigo   | Ávila                                               |                                                                                 |                              |
| Subsistema PISUERGA                                         | Río Pisuerga               | Río Pisuerga               | Río Pisuerga                          | 283 km                                              | M.D. del río Duratón en Geria                                                   | Palencia, Burgos, Valladolid |
| Subsistema PISUERGA                                         |                            | Río Castillería            | Río Castillería                       |                                                     | M.D. del río Pisuerga                                                           |                              |
| Subsistema PISUERGA                                         | Río Rivera                 | Río Rivera                 |                                       | M.D. del río Pisuerga                               | Palencia                                                                        |                              |
| Subsistema PISUERGA                                         | Río Camesa                 | Río Camesa                 | 17,9 km                               | M.D. del río Pisuerga                               | Palencia, Cantabria                                                             |                              |
| Subsistema PISUERGA                                         |                            | Río Rubagón                |                                       | M.D. del río Pisuerga                               | Palencia                                                                        |                              |
| Subsistema PISUERGA                                         |                            | Río Lucio                  | 23 km                                 | M.D. del río Pisuerga                               | Palencia                                                                        |                              |
| Subsistema Bajo Duero (ZAPARDIEL-TRABANCOS-GUAREÑA-HORNIJA) | Río Zapardiel              | Río Zapardiel              | Río Zapardiel                         | 105,10 km                                           | M.D. del río Duero en Tordesillas                                               | Ávila, Valladolid            |
| Subsistema Bajo Duero (ZAPARDIEL-TRABANCOS-GUAREÑA-HORNIJA) |                            | Río Valtodano              | Río Valtodano                         | 17,5 km                                             | M.D. del río Zapardiel en Castellanos de Zapardiel                              | Ávila, Valladolid            |
| Subsistema Bajo Duero (ZAPARDIEL-TRABANCOS-GUAREÑA-HORNIJA) | Río Trabancos              | Río Trabancos              | Río Trabancos                         | 85,86 km                                            | M.D. del río Duero en Pollos                                                    | Ávila, Valladolid            |
| Subsistema Bajo Duero (ZAPARDIEL-TRABANCOS-GUAREÑA-HORNIJA) |                            | Río Regamón                | Río Regamón                           | 29,40 km                                            | M.I. del río Trabancos en Horcajo de las Torres                                 | Ávila, Salamanca             |
| Subsistema Bajo Duero (ZAPARDIEL-TRABANCOS-GUAREÑA-HORNIJA) |                            |                            | Río Minine                            | 24,8 km                                             | M.I. del río Trabancos en Horcajo de las Torres                                 | Ávila, Salamanca             |
| Subsistema Bajo Duero (ZAPARDIEL-TRABANCOS-GUAREÑA-HORNIJA) | Río Hornija                | Río Hornija                | Río Hornija                           | 64 km                                               | M.D. del río Duero en Villaguer                                                 | Valladolid                   |
| Subsistema Bajo Duero (ZAPARDIEL-TRABANCOS-GUAREÑA-HORNIJA) |                            | Río Bajoz                  | Río Bajoz                             | 51,59 km                                            | M.D. del río Hornija. Villaguer. TT.MM. de Toro y San Román de Hornija (Zamora) | Valladolid, Zamora           |
| Subsistema Bajo Duero (ZAPARDIEL-TRABANCOS-GUAREÑA-HORNIJA) | Río Guareña                | Río Guareña                | Río Guareña                           | 68,30 km                                            | El Guejo. M.I. del río Duero. T.M. de Toro (Zamora).                            | Salamanca, Zamora            |
| Subsistema Bajo Duero (ZAPARDIEL-TRABANCOS-GUAREÑA-HORNIJA) |                            | Río Mazores                | Río Mazores                           | 26,96 km                                            | M.D. del río Guareña en Vallesa de la Guareña                                   | Salamanca, Zamora            |
| Subsistema Bajo Duero (ZAPARDIEL-TRABANCOS-GUAREÑA-HORNIJA) |                            |                            | Río Poveda                            | 17,54 km                                            | M.I. del río Mazores                                                            |                              |
| Subsistema ESLA                                             | Río Esla                   |                            |                                       | 287 km                                              | M.D. del río Duero en Villaseco                                                 | León, Zamora                 |
| Subsistema TORMES                                           | Río Tormes                 |                            |                                       | 284 km                                              | M.D. del río Duero en Fermoselle-Villarino                                      | Ávila, Salamanca, Zamora     |
| Subsistema PORTUGUÉS                                        | Río Águeda                 |                            |                                       | 176 km                                              | M.D. del río Duero en Barca de Alba                                             | Salamanca, Guarda            |
| Subsistema PORTUGUÉS                                        | Río Coa                    |                            |                                       | 130 km                                              | M.D. del río Duero en Vila Nova de Foz Côa                                      | Guarda                       |